# Dehydro-
In der chemischen Nomenklatur wird die Vorsilbe (Präfix) Dehydro- benutzt, um anzugeben, dass intramolekular Wasserstoff (H2) aus einer Stammverbindung abgespalten wurde und deren Bezeichnung (= Name) entsprechend zu ergänzen ist. 
| Dehydro- Beispiel: Ascorbinsäure           |
| Dehydro-L-ascorbinsäure                    |
| Vergleich: Stammverbindung L-Ascorbinsäure |

## Beispiele
Wenn aus der Stammverbindung an zwei Hydroxygruppen Wasserstoff (H2) abgespalten entsteht ein Diketon. Dann benutzt man zur Beschreibung das Sustraktionspräfix „Dehydro-“. 

### Ascorbinsäure
Ein Beispiel ist die Bildung des Diketons Dehydro-L-ascorbinsäure aus L-Ascorbinsäure.  

### Cholsäure
Die drei alkoholischen Hydroxygruppen der Cholsäure liefern unter Abspaltung von drei Äquivalenten Wasserstoff (H2) Dehydrocholsäure.